# Juan Carlos Mariño
Juan Carlos Mariño (2 de janeiro de 1982) é um futebolista peruano , que atua como meia-atacante.

## Carreira
Mariño fez parte do elenco da Seleção Peruana de Futebol da Copa América de 2007.

## Clubes
- 2001/03: CA Lanus
- 2002/04: Argentinos Juniors
- 2004/06: CA Lanus
- 2006/07: Cienciano
- 2007: Alianza Lima